# Itaguari
Itaguari là một đô thị thuộc bang Goiás, Brasil. Đô thị này có diện tích 135,525 km², dân số năm 2007 là 4607 người, mật độ 34 người/km².